# Kéniéba
Kéniéba (o Kénieba) és una comuna de Mali, capital del cercle de Kéniéba a la regió de Kayes.
Kéniéba està situada prop de la frontera a pocs metres del riu Faleme, i a uns 480 km de Bamako. Tradicionalment aquesta zona formava part de la regió del Bambouk, una de les regions auríferes d'Àfrica occidental. Els mapes topogràfics de la regió minera del riu Falémé amb Sénoudébou i Kénieba; i Diébédougou, entre el Falémé i el Bafing, es van establir en el segon govern del comandant Boliève el 1884.